# Lorenzo Dellai
Lorenzo Dellai, né le 28 novembre 1959 à Trente, est un homme politique italien, de la région du Trentin-Haut-Adige.

## Biographie

### Politique régionale
Maire de Trente de 1990 à 1998, Lorenzo Dellai est président du Conseil régional du Trentin-Haut-Adige de 1998 à 1999, puis président de la province autonome de Trente de 1999 à 2012. Il est en outre président de la région autonome du Trentin-Haut-Adige de 2006 à 2008, puis à nouveau de juin 2011 à janvier 2013. Il est également le leader de l'Union pour le Trentin, un parti régionaliste.

### Politique nationale
Cofondateur de l'Alliance pour l'Italie en 2009, il quitte cette formation l'année suivante. Proche de Luca di Montezemolo avec lequel il signe un manifeste pour une IIIe République, il s'engage dans l'agenda Monti pour l'Italie en décembre 2012, en vue des élections de février 2013 où il est élu député du Trentin-Haut-Adige, puis chef du groupe parlementaire de Choix civique à la Chambre, avant de rallier en novembre 2013 le groupe parlementaire de Démocratie solidaire - Centre démocrate (anciennement Pour l'Italie) dont il assure la présidence jusqu'en 2018.
Le 29 décembre 2017, il est l'un des fondateurs de la Liste Civique populaire avec la ministre de la Santé Beatrice Lorenzin, Pier Ferdinando Casini, Giuseppe De Mita et Andrea Olivero en vue des élections générales de 2018. En lice pour un nouveau mandat de député dans la 6e circonscription du Trentin-Haut-Adige, Dellai est largement battu par le candidat de la Ligue du Nord, Maurizio Fugatti.